# الألب البحرية (إقليم فرنسي)

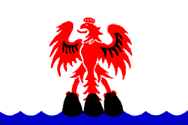
علم الإقليم

خارطة الإقليم

الألب البحرية، هي إحدى مقاطعات فرنسا تقع في الركن الجنوبي الشرقي للبلاد، على الحدود الإيطالية وساحل البحر الأبيض المتوسط. وهي جزء من منطقة بروفانس ألب كوت دازور، وتشمل الريفييرا الفرنسية إلى جانب فار المجاورة. بلغ عدد سكان جبال الألب البحرية 1,094,283 نسمة في عام 2019. محافظتها (وأكبر مدنها) هي نيس، في حين تعتبر غراس المحافظة الفرعية الوحيدة.

## المناخ
يظهر الجدول التالي التغييرات المناخية على مدار السنة للألب البحرية:
| البيانات المناخية لـالألب البحرية                                                                   | البيانات المناخية لـالألب البحرية | البيانات المناخية لـالألب البحرية | البيانات المناخية لـالألب البحرية | البيانات المناخية لـالألب البحرية | البيانات المناخية لـالألب البحرية | البيانات المناخية لـالألب البحرية | البيانات المناخية لـالألب البحرية | البيانات المناخية لـالألب البحرية | البيانات المناخية لـالألب البحرية | البيانات المناخية لـالألب البحرية | البيانات المناخية لـالألب البحرية | البيانات المناخية لـالألب البحرية | البيانات المناخية لـالألب البحرية |
| الشهر                                                                                               | يناير                             | فبراير                            | مارس                              | أبريل                             | مايو                              | يونيو                             | يوليو                             | أغسطس                             | سبتمبر                            | أكتوبر                            | نوفمبر                            | ديسمبر                            | المعدل السنوي                     |
| --------------------------------------------------------------------------------------------------- | --------------------------------- | --------------------------------- | --------------------------------- | --------------------------------- | --------------------------------- | --------------------------------- | --------------------------------- | --------------------------------- | --------------------------------- | --------------------------------- | --------------------------------- | --------------------------------- | --------------------------------- |
| متوسط درجة الحرارة الكبرى °م (°ف)                                                                   | 13.1 (55.6)                       | 13.4 (56.1)                       | 15.2 (59.4)                       | 17.0 (62.6)                       | 20.7 (69.3)                       | 24.3 (75.7)                       | 27.3 (81.1)                       | 27.7 (81.9)                       | 24.6 (76.3)                       | 21.0 (69.8)                       | 16.6 (61.9)                       | 13.8 (56.8)                       | 19.6 (67.3)                       |
| المتوسط اليومي °م (°ف)                                                                              | 9.2 (48.6)                        | 9.7 (49.5)                        | 11.6 (52.9)                       | 13.6 (56.5)                       | 17.4 (63.3)                       | 20.9 (69.6)                       | 23.8 (74.8)                       | 24.2 (75.6)                       | 21.0 (69.8)                       | 17.4 (63.3)                       | 12.9 (55.2)                       | 10.1 (50.2)                       | 16.0 (60.8)                       |
| متوسط درجة الحرارة الصغرى °م (°ف)                                                                   | 5.3 (41.5)                        | 5.9 (42.6)                        | 7.9 (46.2)                        | 10.2 (50.4)                       | 14.1 (57.4)                       | 17.5 (63.5)                       | 20.3 (68.5)                       | 20.5 (68.9)                       | 17.3 (63.1)                       | 13.7 (56.7)                       | 9.2 (48.6)                        | 6.3 (43.3)                        | 12.4 (54.3)                       |
| الهطول مم (إنش)                                                                                     | 69.0 (2.72)                       | 44.7 (1.76)                       | 38.7 (1.52)                       | 69.3 (2.73)                       | 44.6 (1.76)                       | 34.3 (1.35)                       | 12.1 (0.48)                       | 17.8 (0.70)                       | 73.1 (2.88)                       | 132.8 (5.23)                      | 103.9 (4.09)                      | 92.7 (3.65)                       | 733.0 (28.86)                     |
| متوسط أيام هطول الأمطار (≥ 1 mm)                                                                    | 5.8                               | 4.7                               | 4.6                               | 7.1                               | 5.2                               | 3.8                               | 1.8                               | 2.4                               | 4.9                               | 7.2                               | 7.2                               | 6.4                               | 61.1                              |
| ساعات سطوع الشمس الشهرية                                                                            | 158                               | 171                               | 217                               | 224                               | 267                               | 306                               | 348                               | 316                               | 242                               | 187                               | 149                               | 139                               | 2٬724                             |
| المصدر: Meteorological data for Nice – 2 m altitude, from 1981 to 2010 January 2015 باللغة الفرنسية |                                   |                                   |                                   |                                   |                                   |                                   |                                   |                                   |                                   |                                   |                                   |                                   |                                   |

## أعلام
- جاك مورالي
- فيتولد غومبروفيتش
- بونتوس شولتز
- هارلان لان